# Engelbert Grau
Engelbert Grau (* 27. November 1915 in Painten; † 13. Februar 1998 im Franziskanerkloster St. Anna in München) war römisch-katholischer Priester und Franziskaner.

## Leben
Nach dem Abitur 1935 in Landshut trat er der Bayerischen Ordensprovinz der Franziskaner bei. Nach dem Arbeitsdienst, der Teilnahme am Überfall auf Polen und die Sowjetunion als Soldat und dreijähriger Kriegsgefangenschaft in Sibirien empfing er 1949 in München die Priesterweihe. Das Studium der Ordensspiritualität in Grottaferrata schloss er 1952 mit dem Erwerb des akademischen Grades des Lector Generalis ab. Er war Klerikermagister an der Ordenshochschule der Bayerischen Franziskanerprovinz im St.-Anna-Kloster in München, wo er zeitweise auch als Bibliothekar tätig war. Er wirkte als Schwesternseelsorger, Exerzitienleiter sowie Visitator von Klarissenklöstern. Zusammen mit den franziskanischen Ordenshistorikern Sophronius Clasen und Kajetan Eßer (Kölnische Franziskanerprovinz) sowie Lothar Hardick (Sächsische Franziskanerprovinz) gab er die Reihe Franziskanische Quellenschriften heraus.

## Schriften (Auswahl)
- mit Kajetan Eßer: Antwort der Liebe. Der Weg der franziskanischen Menschen zu Gott. Werl 1967, OCLC 631130096.
- Der heilige Franziskus von Assisi. München 1977, ISBN 3-89004-000-4.
- Die heilige Klara von Assisi und ihre Schwestern. Ein Leben für Gott und die Menschen im Dienst der Kirche. Werl 1978, ISBN 3-87163-122-1.
- Der heilige Antonius von Padua. Sein Leben und Wirken. München 1979, OCLC 1074895538.